# Castello di Castelguelfo
Das Castello di Castelguelfo ist eine mittelalterliche Niederungsburg, die an der Via Emilia im Ortsteils Castelguelfo der Gemeinde Noceto in der italienischen Region Emilia-Romagna liegt.

## Geschichte
Die erste Festung, die vermutlich nur aus einem einzigen Verteidigungsturm bestand, wurde in den ersten Jahren des 12. Jahrhunderts zur Überwachung der strategisch bedeutenden Furt der Via Emilia über den Taro, der im Mittelalter in der Nähe der Burg vorbeifloss, errichtet. Der genaue Bauzeitraum ist nicht mehr bekannt, ebenso, wie man den ersten Besitzer nicht kennt.
1189 verlehnte der Kaiser des Heiligen Römischen Reiches, Friedrich Barbarossa, das Castello di Castelguelfo – auch „Burgo Taronis“ genannt – an den Markgrafen Oberto I. Pallavicino.
1212 kaufte der Bischof Obizzo Fieschi das Lehen; 1224 folgte ihm sein Neffe Sinibaldo, der spätere Papst Innozenz IV., nach, der die Burg in „Torre di Sinibaldo“ umbenannte und sie durch Anbau einer Mauer und Verteidigungstürmen verstärken ließ.
1312, während der Kämpfe zwischen den Guelfen und den Ghibellinen, eroberten die Rossis die Festung und verlehnten sie an Gherardo da San Michele, wobei sie sie als Gefängnis für etwa 50 Guelfen, teilweise Verwandte und Freunde von Giberto III. da Correggio, nutzten. Letzterer versuchte, die Freilassung der Gefangenen zu erreichen, aber verschiedene Häftlinge ließ man Hungers sterben. Im Folgejahr gab Gherardo da San Michele, der die Reaktion von Giberto III. da Correggio fürchtete und vielleicht auch von Mitleid bewegt wurde, die Burg an die Familie Da Correggio auf, die sie 1314 bis auf die Grundmauern zerstörte.
1397 wurde Guido da Correggio nach sieben Jahren Haft wegen einer Verschwörung gegen den Herzog von Mailand, Gian Galeazzo Visconti, von diesem gegen ein Treueversprechen entlassen, aber er verbündete sich mit den Feinden der Mailänder, sobald er frei war. Die Viscontis nahmen aus Rache seinem Verwandten Antonio da Correggio die Festung, die zwischenzeitlich wieder aufgebaut war, weg und verlehnten sie an den Markgrafen Niccolò Pallavicino. Letzterer wurde 1401 im Castello di Bargone ermordet und ihm folgte sein unehelicher Sohn Rolando Pallavicino nach, der die Burg neu aufbauen und wesentlich befestigen ließ, wonach sie folglich „Torre Orlando“ oder „Torre dei Marchesi“ genannt wurde.
Dennoch griff bereits 1407 der Guelfe Ottobuono de’ Terzi die Festung an und brachte sie in seine Gewalt. Um die Niederlage der Ghibellinen endgültig zu unterstreichen, benannte er die Burg in „Castrum Guelphum“ (it.: Castelguelfo) um, ließ die Mauern umbauen und die auf die Zinnen gemalten Adler (aus dem Wappen der Ghibellinen) durch Lilien (aus dem Wappen der Guelfen) ersetzen. Im Jahre 1409, nach der Ermordung von Ottobuono de’ Terzi und der Gefangennahme von Giovanni de’ Terzi, entkam der Bruder Giacomo de’ Terzi, der in der Burg eine Zuflucht gefunden hatte, nach Borgo San Donnino und dann nach Fiorenzuola d’Arda, wo er gefangen genommen und ermordet wurde. Das Castello di Castelguelfo wurde in der Folge von Alberto Scotti belagert und erobert. Im Folgejahr entführte Orlando Pallavicino den Bischof von Piacenza, Branda Castiglioni, und ließ gegen Zahlung eines Lösegeldes wieder frei, das er dazu verwenden wollte, die Burg anzugreifen. Dennoch eroberte im April der Kapitän Ferro da San Felice, der bereits im Vorjahr einen Angriff versucht hatte, die Burg für den Markgrafen von Ferrara, Niccolò III. d’Este, der 1416 Uguccione dei Contrari damit betraute, sie Gian Martino Sanvitale als Schadenersatz für den Verlust der Rocca di Noceto zu überlassen.
1421 befahl der Herzog von Mailand, Filippo Maria Visconti, der neue Herr von Parma, dem Bürgermeister von Parma, in seinem Namen die Burg in Besitz zu nehmen, die von Rolando Pallavicino, Niccolò de’ Terzi und der Stadt Parma verteidigt wurde. Im Folgejahr ließ Visconti die Burg mit Munition versorgen und 1427 wies er das Lehen wieder Pallavicino zu, was 1432 bestätigt wurde.
1441 überzeugte Niccolò Piccinino den Herzog Filippo Maria Visconti vom Verrat durch den Markgrafen Rolando Pallavicino und machte es sich zur Pflicht, den Stato Pallavicino zu erobern. Pallavicino, der an mehreren Fronten angegriffen wurde, war gezwungen, zu fliehen, und all seine Lehen waren an den Herzog verwirkt. 1445 bewies der Markgraf dem Herzog seine Treue, der sich dann mit der Rückgabe fast aller konfiszierter Territorien an den Markgrafen einverstanden erklärte, mit Ausnahme von Monticelli d’Ongina und einiger kleinerer Lehen, die er bereits Piccinino überantwortet hatte. Im Jahre 1448 wurden Rolando Pallavicino und sein Sohn Oberto während eines Streites von Francesco Piccinino einige Zeit lang gefangen gehalten und die Stadt Parma versuchte vergeblich, Besitzansprüche auf das Castello di Castelguelfo anzumelden. Nach dem Tod von Rolando Pallavicino im Jahre 1457 erbte sein Erstgeborener, Niccolò, die Burg.
Gegen 1472 war die Festung an die Stadt Parma verwirkt und der Herzog von Mailand, Galeazzo Maria Sforza, ernannte Scariotto da Imola zum Kastellan. 1474 setzte Sforza den Markgrafen Alessandro Pallavicino, den Sohn von Niccolò, in das Lehen ein, behielt aber die Burg für sich. 1481 verlehnte der Herzog Gian Galeazzo Maria Sforza Castelguelfo offiziell an den Markgrafen.
1500 wurde die Burg von den Truppen des französischen Königs Ludwig XII. im Zuge des zweiten italienischen Krieges eingenommen. 1509 plünderten die französischen Truppen alle Güter der Burg.
1548 bemächtigten sich die Truppen des Kaisers Karl V. unter der Führung von Ferrante I. Gonzaga der Burg und befestigten sie während der Streitigkeiten mit dem Herzog Ottavio Farnese mit dem Ziel, die Stadt Parma so gut wie möglich zu belagern. Die Soldaten zogen sich erst nach Unterzeichnung eines Waffenstillstandes zurück.
1557 brachte sich Herzog Ottavio Farnese in den Besitz der Burg, die er anfangs abreißen lassen wollte, dann aber in eine elegante Adelsresidenz umwandeln ließ.

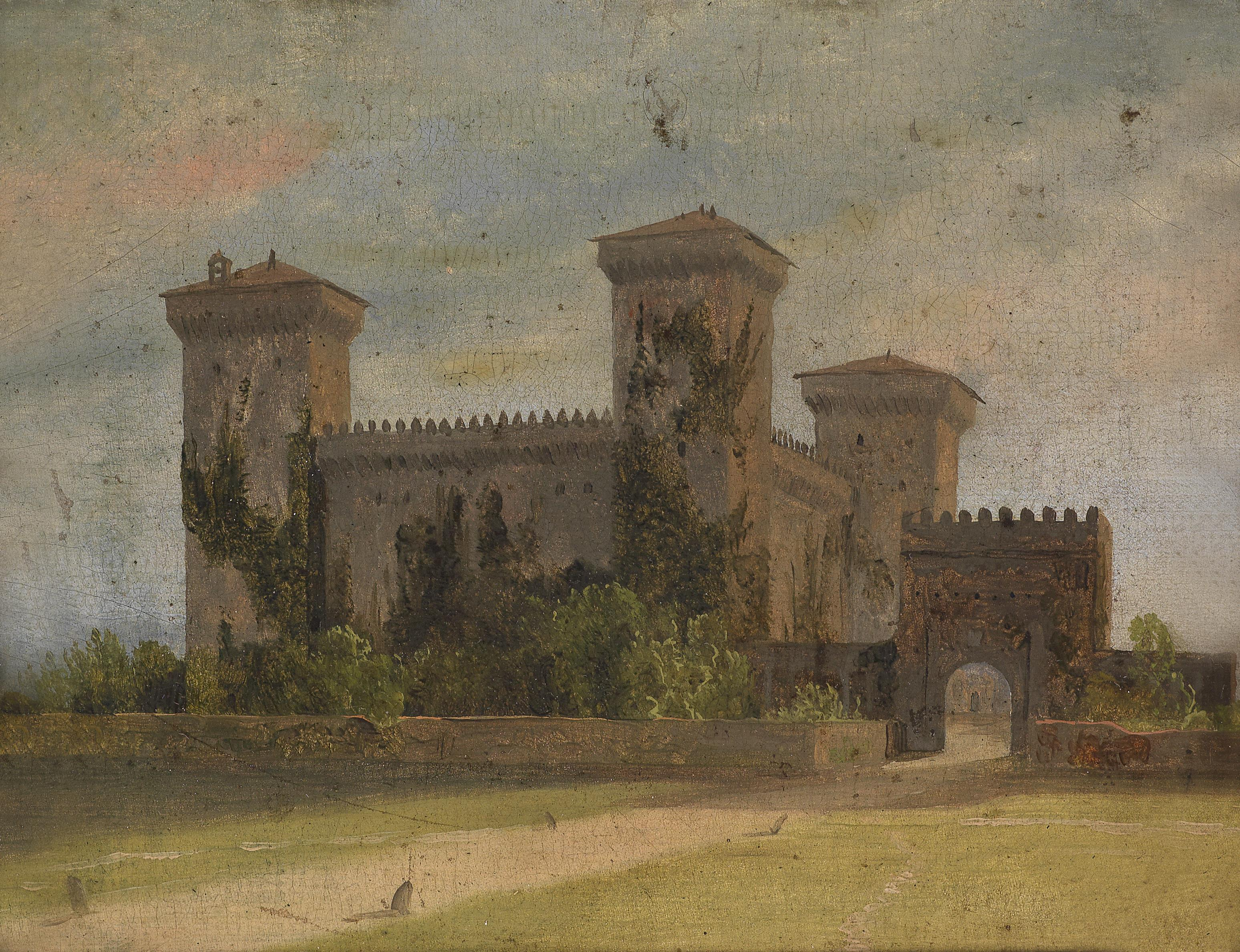
Castello di Castelguelfo auf einem Gemälde aus dem 19. Jahrhundert

1643 vergab Odoardo I. Farnese das Lehen an den Minister Giacomo Gaufridi, der es bis zu seiner Verurteilung zum Tode durch Ranuccio II. Farnese 1650 behielt. Der Herzog verlehnte die Festung danach an den Grafen von Poli, Apio Conti. 1666 fiel die Burg an die herzogliche Liegenschaftsverwaltung zurück und Rannuccio II. verlehnte sie an den Markgrafen von Vigoleno, Odoardo Scotti. Dessen Erben behielten die Feudalrechte über Castelguelfo bis zu ihrer Abschaffung durch die Dekrete von Napoleon 1805.
1815 verkaufte der Markgraf Filippo Maria Scotti die Burg an Felice Bernini Carra, der sie 1827 seinerseits an den Baron Gaetano Testa verkaufte. Letzterer ließ in den Folgejahren die Innenräume der Burg mit zahlreichen Gemälden dekorieren und den großen englischen Garten anlegen, der heute die Festung umgibt.
1851 kaufte der Baron Antonio Profumo die Burg und im Folgejahr übernahm sie sein Sohn Pietro, der das Oratorium bauen ließ. Dennoch enteignete 1866 das Gericht in Parma das Anwesen, das dann von den Geschwistern Giovanni, Maria und Paolo de Luchi gekauft wurde.
Anfang des 20. Jahrhunderts kaufte der genuesische Reeder Fasce die Festung von ließ sie ab 1916 komplett umbauen, was ihr ihr heutiges Aussehen verlieh. Bei dieser Gelegenheit wurden die Mauerumgänge mit Dächern versehen, die Uhr an der Fassade abgebaut sowie die Käserei und einige angrenzende Wohnungen abgerissen, wogegen man die alte Mühle, die Gewächshäuser, die Stallungen und den großen Park beibehielt.
Danach wurde die Burg noch mehrfach verkauft und heute gehört sie der Familie Rovagnati.

## Beschreibung

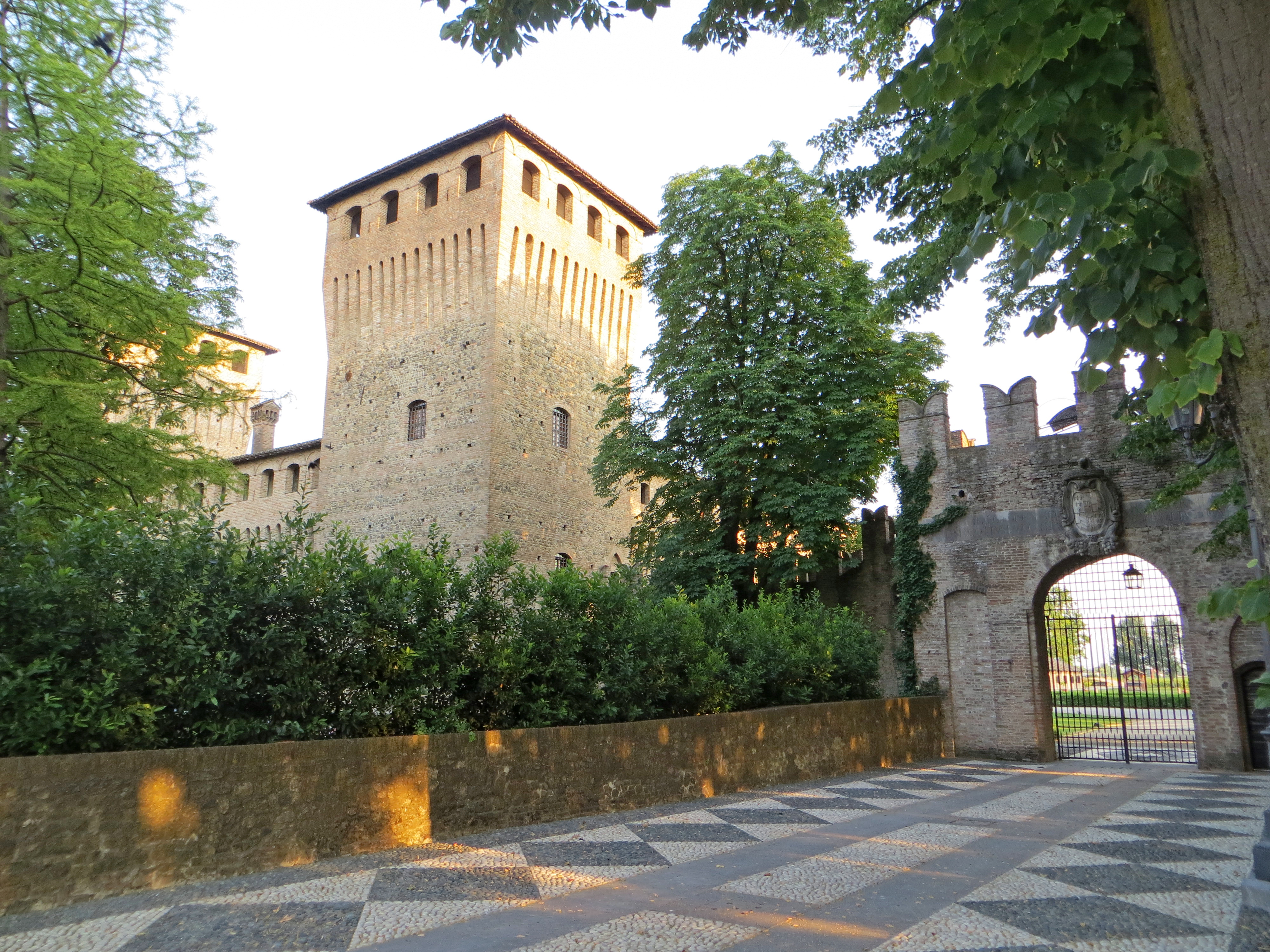
Eingang und Nordwestturm

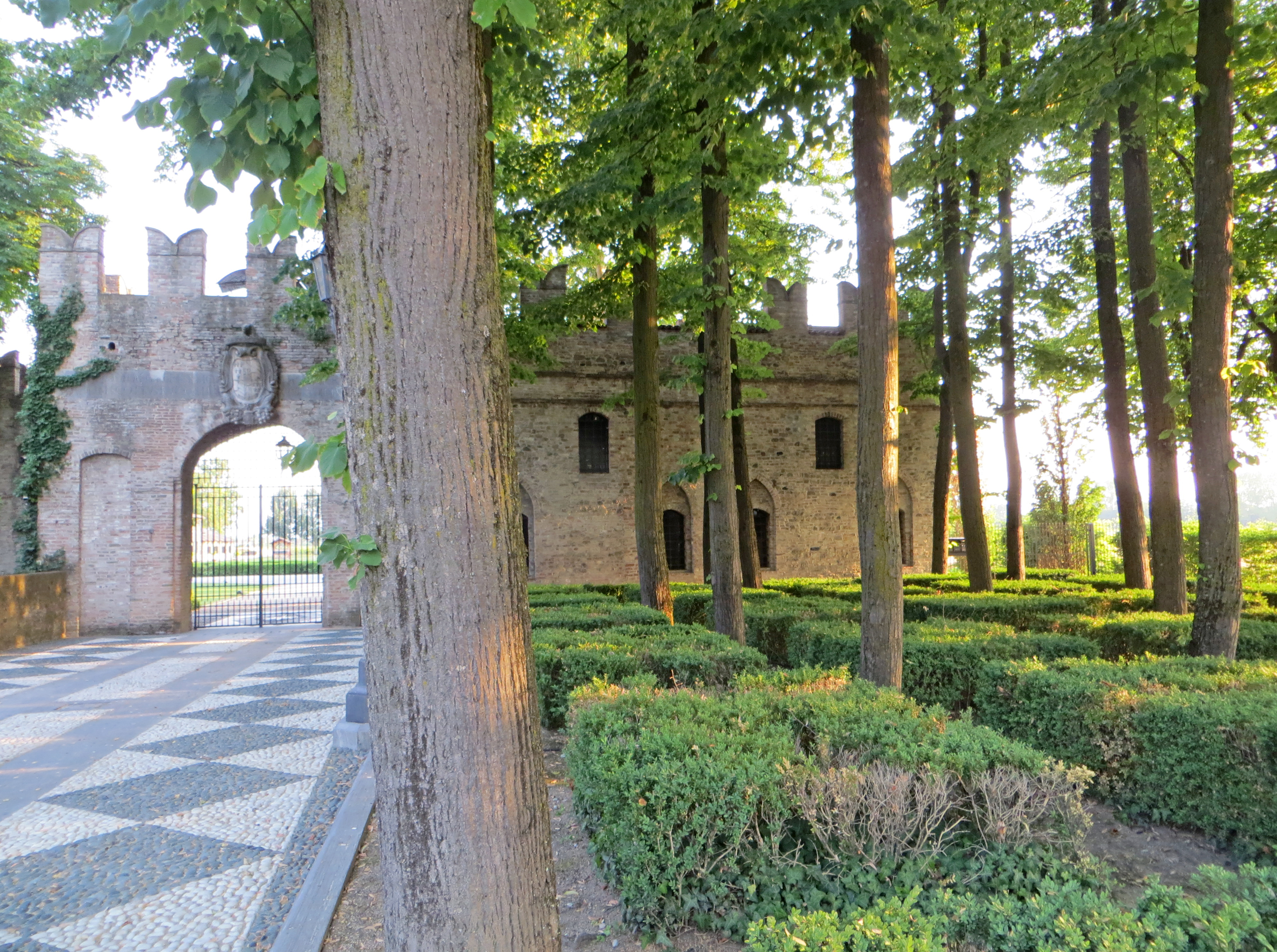
Eingangsravelin

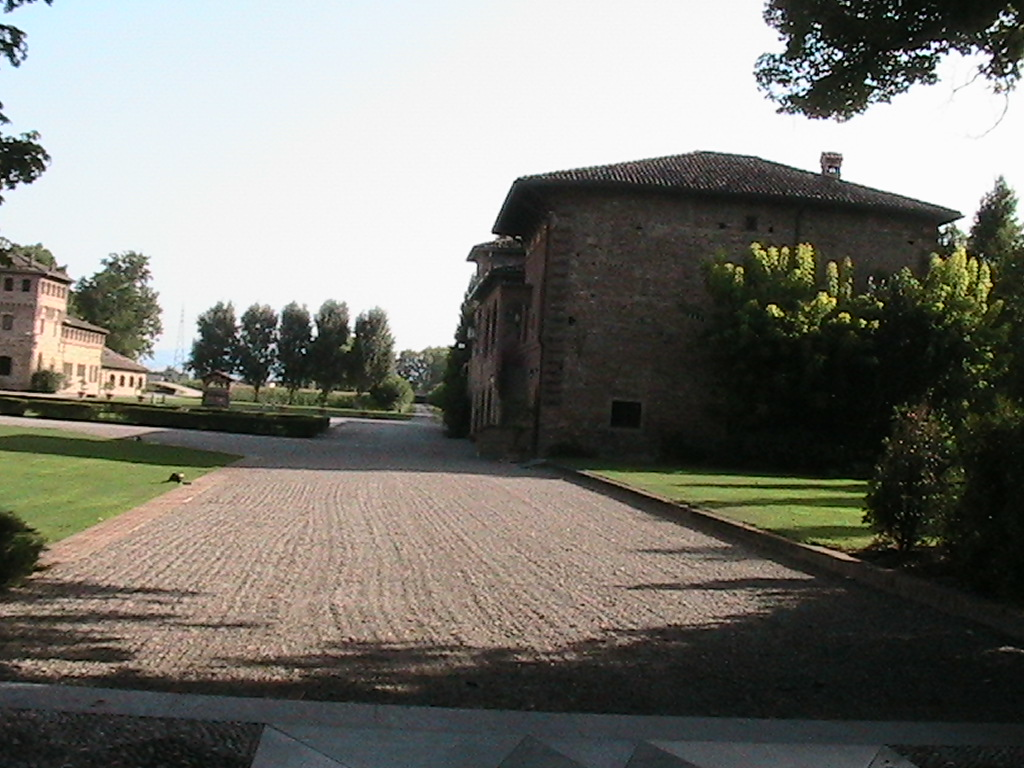
Der Innenhof mit den Nebengebäuden

Die Burg hat einen quadratischen Grundriss; seine Gebäude sind um einen Innenhof in der Mitte angeordnet. Sie hat zwei Türme auf der Nordseite und weitere in der Mitte der Ostseite und im Süden. Südlich und östlich der Burg erstreckt sich der große Park mit einem See und westlich davon erheben sich um einen großen Hof herum zahlreiche Nebengebäude, die ursprünglich als Gewächshäuser, Stallungen und Mühle dienten, sowie das Oratorium aus dem 19. Jahrhundert.
Zugänglich ist der Komplex durch einen breiten Rundbogen, der sich am alten Ravelin öffnet, das im Osten zur Via Emilia hin liegt. Das Gebäude, das von Schwalbenschwanzzinnen gekrönt wird, liegt neben einem Gebäude im neugotischen Stil, in dem der Concierge untergebracht war.
Die vollständig in Mauerwerk hergestellte Festung zeigt im Norden eine hohe Fassade mit zwei Ecktürmen. Ihr Anblick zeichnet sich durch zahlreiche vorspringende Zinnenkronen mit Traufen aus, die die alten, jetzt überdachten Umgänge tragen. Ähnliche architektonische Elemente findet man an den anderen Fassaden, von denen die südliche, die Anfang des 20. Jahrhunderts umgebaut wurde, hinter dem Eingangsturm in der Mitte steht. Die beiden Ecken stehen auf den angrenzenden Seiten vor; die westliche öffnet sich zum Park hin über einen weiteren, mittleren Turm.
Der elegante Innenhof ist innen von einer Vorhalle mit Loggia darüber umgeben.
Die Nebengebäude, die zu zwei Hauptkomplexen zusammengefasst sind, zeigen Eigenschaften, die denen der Burg ähnlich sind: Sie sind aus Mauerwerk erstellt, haben vorspringende Zinnenkronen, Zinnen, Schindeldächer und Vorhallen im mittelalterlichen Stil.